# 2007年東京都知事選挙
2007年東京都知事選挙（にせんななねんとうきょうとちじせんきょ）は、2007年（平成19年）4月8日に執行された東京都知事選挙。第16回統一地方選挙の一環で実施された。

## 選挙の概要

### 東京オリンピック誘致の是非
現職の石原は実現すれば1964年以来となる夏季五輪の東京招致計画を推進していた。招致に巨額の費用を投じること、招致を契機とした都市基盤整備への是非など、黒川・吉田らが明確な招致反対を掲げて立候補を表明したことによって、今選挙の争点の1つとなった。

### 石原都政への批判
都政と多選への批判
石原はトーキョーワンダーサイトにおける身内の採用や、高額の出張費・交際費の支出を行ったとして批判を受けていた。反石原派はこれを多選の弊害によるものと批判していたが、宮城県知事を3期務めた浅野の立候補表明により、多選批判は下火になった。
情報公開
東京都は、全国市民オンブズマン連絡会議が作成した「全国情報公開度ランキング」で、閲覧手数料が必要であることを理由に「失格」とされている。知事交際費が問題視されたことで、石原は知事交際費のウェブサイト上での公開を始めた他、選挙公約にも「世界の最先端都市にふさわしい『情報公開』」を掲げた。宮城県知事時代に情報公開に取り組んだ経験がある浅野らも積極的な情報公開を公約とした。
政治的発言
石原の政治的発言、特に保守的・右翼的と受け取られかねない発言について左翼系市民団体・特定アジア諸国などからの反発は大きかった。浅野は、国旗国歌訴訟などをめぐって石原と対立する市民団体の強い招請を受けての立候補 であり、「日本人が国旗・国歌へ敬意を払うのは当然」 としながらも、石原の近隣諸国に関する発言などについては問題視した。黒川は「良いところは引き継ぐ」とし、吉田は「侵略戦争と天皇への個人崇拝の象徴」として日の丸君が代そのものに反対した。

### 築地市場の移転
中央区築地に所在する築地市場を2012年度をめどに江東区豊洲へ移転するという、東京都が2004年に発表した豊洲市場基本計画をめぐり、移転先の地中から国の環境基準を大きく上回る有害物質 が検出されたことで、移転反対派の反対運動の根拠となっており、争点の1つとなった。
石原は当初、土壌の入れ替えを行うため問題ないとしたが、専門家から意見を聞くという慎重な行動へシフトした。

### 政党
1991年の都知事選以降は、政党本部の推薦を受けた候補はすべて落選しており、1991年の選挙では自由民主党幹事長だった小沢一郎が辞任に追い込まれている。石原は自民党推薦候補らを破って初当選しており、前回の都知事選挙でも自民党の推薦・支持を受けていない。しかし、この時の選挙では石原の長男伸晃が東京都連会長である自民党が推薦を決定していた。
一方の民主党は、同年7月に予定されている第21回参議院議員通常選挙を前に、自民党との対立姿勢を示す為に独自の対立候補擁立を模索したが、都議会において民主党は知事与党であり、菅直人擁立をめぐる党内の混乱を招いてしまい失敗に終わった。最終的に民主党は菅のブレーンでもある五十嵐敬喜が擁立に大きく関与した浅野の支援を決定して、独自候補の擁立を断念した。また石原も自民党推薦を一度受諾したが、最終的に断った。しかし、石原は「支援はいくらでも受ける」と自民・公明両党に支援を要請し、浅野も民主・社民に支援を要請しつつ、共産党には出馬辞退を迫った。この選挙を巡っては無党派層の拡大の前に政党色を隠し、事実上の支援に限定する構図となっている。黒川は、自身が出馬当日立ち上げた政党の公認候補として立候補し、吉田は共産党の推薦を受けて立候補した。

## トピックス
- 塩川正十郎は2007年3月25日に放送されたTBS『時事放談』において、候補者が多すぎると主張し、「選挙を利用して遊んだり売名行為を行っている。これは良くないことだと思う」と発言した。
- 中松が、テレビ朝日が4月1日に放送した『サンデープロジェクト』の都知事選候補者による討論（主要4候補のみが招かれた）に参加させなかったことを公職選挙法違反（選挙の公正の侵害や選挙運動の放送）として、4月4日にテレビ朝日を告訴し、主要4候補に対しても告発状を送った。[11]
- 外山恒一の政見放送が、2ちゃんねるをはじめインターネット上で取り上げられ、「YouTube」「AmebaVision」などの動画共有サイトに、政見放送の音声・映像や、これに別の音楽や映像などをコラージュした映像が続々とアップロードされた。東京都選管は動画共有サイトの運営会社にこれらの動画の削除要請を行った[12]。公職選挙法上の規定では、政見放送はその放送日時や回数、放送局が厳格に指定されており、その指定以外の放送を行ったり、放送内容の編集を行なったりしてはならない[13]。

## 選挙データ

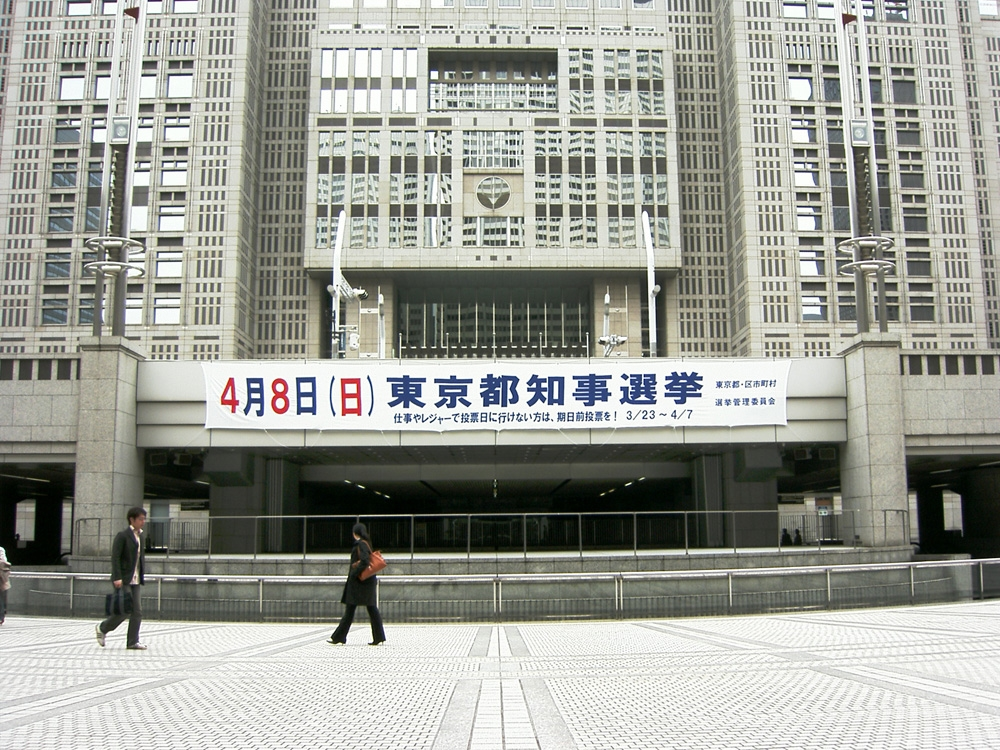
東京都庁舎前・東京都知事選挙横断幕

### 告示日
- 2007年（平成19年）3月22日

### 執行日
- 2007年（平成19年）4月8日
  - 当日の投票時間帯:7:00 ~ 20:00
  - 期日前投票:3月23日 ~ 4月7日
  - 開票:20:30 ~

### キャッチコピー
東京の未来は私が決める 

### 同日選挙
- 東京都議会議員補欠選挙（3月30日告示）
  - 足立区選挙区（近藤弥生の足立区長選挙出馬による）
  - 江東区選挙区（山崎孝明の江東区長選挙出馬による）
  - 江戸川区選挙区（大西英男の第21回参議院議員通常選挙の出馬による）
  - 大田区選挙区（松原忠義の大田区長選挙出馬による）
  - 板橋区選挙区（坂本健の板橋区長選挙出馬による）
  - 世田谷区選挙区（桜井良之助の死去による）
  - 町田市選挙区（真木茂の町田市長選挙出馬による）

### イメージキャラクター
- 東京都選挙管理委員会が、選挙啓発のために起用。
  - 伊集院光（タレント）
  - 香椎由宇（女優）

## 立候補者
14名、届け出順
| 立候補者                             | 年齢 | 公認・推薦・支援政党名                    | 新現元 | 肩書・備考                           |
| ------------------------------------ | ---- | ----------------------------------------- | ------ | ------------------------------------ |
| 山口節生 （やまぐち せつお）         | 57   | カント平和で親ナチ的改憲阻止 最高裁訴訟会 | 新     | 不動産鑑定士                         |
| 吉田万三 （よしだ まんぞう）         | 59   | 無所属 （共産党 推薦）                    | 新     | 歯科医師、前足立区長                 |
| 外山恒一 （とやま こういち）         | 36   | 無所属                                    | 新     | 政治活動家、ストリートミュージシャン |
| 石原慎太郎 （いしはら しんたろう）   | 74   | 無所属 （自民党、公明党 支援）            | 現     | 東京都知事、作家                     |
| 浅野史郎 （あさの しろう）           | 59   | 無所属 （民主党、社民党 支援）            | 新     | 慶應義塾大学教授、前宮城県知事       |
| 黒川紀章 （くろかわ きしょう）       | 73   | 共生新党                                  | 新     | 建築家、共生新党党首                 |
| ドクター・中松 （どくたー なかまつ） | 78   | 無所属                                    | 新     | 発明家、国際創造学者                 |
| 高橋満 （たかはし みつる）           | 61   | 無所属                                    | 新     | タクシー運転手                       |
| 佐々木崇徳 （ささき すうとく）       | 64   | 無所属                                    | 新     | 行政書士、元大阪府警警部補           |
| 桜金造 （さくら きんぞう）           | 50   | 無所属                                    | 新     | タレント                             |
| 高島龍峰 （たかしま りゅうほう）     | 71   | 無所属                                    | 新     | 易学者                               |
| 内川久美子 （うちかわ くみこ）       | 49   | 無所属                                    | 新     | 風水研究家                           |
| 鞠子公一郎 （まりこ こういちろう）   | 33   | 無所属                                    | 新     | 元野村證券社員、ディレッタント       |
| 雄上統 （おがみ おさむ）             | 65   | 無所属                                    | 新     | 作家、真宗大谷派住職                 |

マスメディアでは、吉田・石原・浅野・黒川の4候補を「主要候補」として、報道時間や紙面のスペース、記事として取り上げる回数などを多く取るなどして扱った。青年会議所・リンカーン・フォーラム共催の公開討論会（3月15日開催）でも上記の4人が招かれ（中松は20日に立候補を表明しているので、元々招かれる立場にない）、各テレビ番組での討論も主要4候補のみが招かれた。
以上4候補と、過去の都知事選で一定の得票を得ている中松、タレントである桜以外の8候補は、マスメディアからほぼ完全に無視される形となった（→詳細）。更に、鞠子は政見放送に臨まず、選挙管理委員会への顔写真提出も行わない独自の選挙戦を展開した。

### 立候補を断念した人物
- 丸山和也 - タレント、弁護士（現参議院議員）

立候補事前説明会に出席、書類を入手したため動向が注目されたが、期日直前に辞退。同年7月の第21回参議院議員通常選挙に自民党比例区で出馬し初当選した。
- 古川のぼる - 教育評論家

「ふくろう博士」の通名使用届が却下され、糖尿病も悪化したため直前に断念し、友人の高島龍峰が代理出馬した。
- 羽柴誠三秀吉 - 会社社長

夕張市長選挙に転出。
他にも数名が立候補の動きを見せた。

## タイムライン
- 2006年7月25日 - 山口が正式に出馬を表明。[17]
- 2006年10月25日 - 吉田が正式に出馬を表明。[18]
- 2006年12月7日 - 石原が都議会本会議で出馬を正式に表明。[19]
- 2007年1月23日 - 外山が正式に出馬を表明。[20]
- 2007年2月21日 - 黒川が正式に出馬を表明。[21]
- 2007年3月6日 - 浅野が正式に出馬を表明。
- 2007年3月12日 - 丸山が出馬断念を表明。
- 2007年3月19日 - 桜が正式に出馬を表明。[22]
- 2007年3月20日 - ドクター・中松が正式に出馬を表明。[23]
- 2007年3月20日 - 高島が正式に出馬を表明。[24]
- 2007年3月20日 - 内川が正式に出馬を表明。[25]
- 2007年3月22日 - 告示。
- 2007年4月8日 - 投開票。現職の石原慎太郎が過半数の得票を得て圧勝、三選を果たした。

## 投票結果

各候補の得票率（得票数の多かった順）

投票率は54.35%で、前回2003年の44.94%を上回った。当日の有権者数は1023万8704人で投票総数は556万5127票となった。
候補者別の得票数の順位、得票数、得票率、惜敗率、供託金没収概況は以下のようになった。供託金欄のうち「没収」とある候補者は有効投票総数の10%を下回ったため全額没収された。得票率と惜敗率は未発表のため暫定計算とした（小数3位以下四捨五入）。
|        | 順位   | 候補者名        | 新現元 | 得票数    | 得票率 | 惜敗率 | 供託金 |
| ------ | ------ | --------------- | ------ | --------- | ------ | ------ | ------ |
| 当選   | 1      | ■石原慎太郎     | 現     | 2,811,486 | 51.06% | ----   |        |
|        | 2      | ■浅野史郎       | 新     | 1,693,323 | 30.75% | 60.23% |        |
|        | 3      | ■吉田万三       | 新     | 629,549   | 11.43% | 22.39% |        |
|        | 4      | ■黒川紀章       | 新     | 159,126   | 2.89%  | 5.66%  | 没収   |
|        | 5      | ■ドクター・中松 | 新     | 85,946    | 1.56%  | 3.06%  | 没収   |
|        | 6      | ■桜金造         | 新     | 69,526    | 1.26%  | 2.47%  | 没収   |
|        | 7      | ■内川久美子     | 新     | 21,626    | 0.39%  | 0.77%  | 没収   |
|        | 8      | ■外山恒一       | 新     | 15,059    | 0.27%  | 0.54%  | 没収   |
|        | 9      | ■高橋満         | 新     | 5,558     | 0.10%  | 0.20%  | 没収   |
|        | 10     | ■雄上統         | 新     | 4,020     | 0.07%  | 0.14%  | 没収   |
|        | 11     | ■山口節生       | 新     | 3,589     | 0.07%  | 0.13%  | 没収   |
|        | 12     | ■高島龍峰       | 新     | 3,240     | 0.06%  | 0.12%  | 没収   |
|        | 13     | □佐々木崇徳     | 新     | 2,845     | 0.05%  | 0.10%  | 没収   |
|        | 14     | ■鞠子公一郎     | 新     | 1,373     | 0.02%  | 0.05%  | 没収   |
| 無効票 | 無効票 | 無効票          | 無効票 | 58,861    |        |        |        |

結果は、3選を目指す石原が支援を受けた自民党・公明党の基礎票をまとめ上げた他、無党派層の票も手堅く獲得し当選を果たした。一方、前宮城県知事の浅野は県知事を務めあげた手腕を強調し、「都民のハートに火をつける会」「アサノと勝とう!女性勝手連」など勝手連方式で選挙戦を進め都政転換を目指したが、石原の前では一歩及ばなかった。注目された建築家の黒川は石原・浅野の知事経験者の前で都民の大きな支持を得られず得票数4位で供託金没収となった。共産党推薦の吉田は石原・浅野の論戦に加われず3位止まりであったが、供託金は返還された。
この他の候補では、都知事選3度目の挑戦となった中松が5位で最上位に食い込み、タレントの桜は支持が広がらず6位。唯一の女性候補の内川は7位だった。九州ローカルの活動家だった外山は政見放送の一件以降急激に知名度を上げた。

### 有権者の投票行動
以下、報道各社の出口調査を参照する。
- 2003年に石原に投票した有権者のうち、約64%が再び石原に投票し、約25%が浅野に投票した。
- 支持政党別にみると、自民党支持層は約80%が石原、約10%が浅野に投票した。また、民主党支持層は約63%が浅野に、25%が石原に投票した。公明党支持層は75%が石原に投票し、創価学会員の桜に流れた票は少なかった。
- だが、有権者の33%程度を占める無党派層は、石原に投票した割合も浅野に投票した割合もそれぞれ40%程度と二分しており、民主党の議員などは「無党派層をうまく取り込めなかった」と述べている。